# Negatief groen
Negatief groen is een benaming gebruikt in het begin van de 20e eeuw door de Franse onderzoekers L. Chaumery en Arnold de Belizal voor een straling die alleen met een speciaal soort pendel met een sterk doordringend vermogen te meten zou zijn. Deze speciale pendel (zie figuur) is een staafje met een schijf die in de hoogte kan worden versteld. De hoek tussen de onderkant van de pendel en de rand van de schijf is een maat voor de te meten “kleur”. Deze pendel is ontwikkeld voor wat men fysische radiësthesiemetingen noemt. 
De straling die deze pendel zou opsporen, wordt volgens de theorie in het bijzonder gevonden bij piramides en halve bollen. 
Chaumery en Belizal beweren dat negatief groen eigenschappen heeft die zeer schadelijk zijn voor levende wezens bij langdurige blootstelling. Deze eigenschap zou teniet worden gedaan door iets af te wijken van de zuivere vorm van de piramide (het minieme deukje in de zijvlakken van de grote piramide in Egypte?) of de halve bol. Zie ook de artikelen over piramidologie en biogeometrie. 
In een poging een sterker effect te krijgen heeft Chaumery onderzoek gedaan met een serie van halve bollen. Daarmee kon hij naar eigen zeggen vlees, eieren, vis en bloemen mummificeren. Volgens verhalen gaat een in een piramide geplaatste tomaat niet rotten, maar verdrogen.

## Wetenschappelijk Perspectief
De theorie over negatief groen wordt niet erkend door natuurwetenschappers en wordt beschouwd als pseudowetenschap.